# Taira no Masakado
Taira no Masakado (平 将門?   nacido probablemente en 903 y fallecido el 25 de marzo de 940), fue un samurái deificado del período Heian de Japón, que dirigió una rebelión contra el gobierno central de Kioto. 

## Biografía
Masakado nació en un prominente linaje noble, el Kammu Heishi Taira y era hijo de Taira no Yoshimasa. Cuando era joven, sirvió en la corte imperial de Kioto, la capital en aquel entonces de Japón, y luego se dedicó a la vida de caballero rural en las provincias del este de Japón, al noreste de la actual moderna ciudad de Tokio. Se rebeló contra la corte imperial en 939 y se proclamó emperador. Tras varios meses de lucha fue derrotado y decapitado por su primo, Taira no Sadamori. Su cabeza fue llevada de vuelta a Kioto y fue expuesta en exhibición como "castigo ejemplarizante".
Considerado como un rebelde con causa para unos y un traidor repelente para otros, los historiadores actuales consideran que esta revuelta es un inicio claro de la muy cercana caída de la hegemonía de Kioto y el ascenso de la casta guerrera. Masakado fue recordado y llorado por muchos que pusieron sus esperanzas en la revuelta. Tras su muerte, Taira no Masakado fue deificado, siendo considerado un héroe y un semidiós. Hoy en día, es considerado protector espiritual de la ciudad de Tokio, la capital de Japón.

## Leyendas
Existe una leyenda mitológica que asegura que Taira no Masakado fue escogido por un dios local, bañándolo en su luz y convirtiéndolo en indestructible, salvo en un pequeño punto que había quedado en la sombra (una leyenda muy similar a la del Talón de Aquiles). Traicionado por su amante, una flecha certera dio cuenta de su vida (muy similar al final de Beowulf en la mitología escandinava). Su cabeza emprendió vuelo por su cuenta a Kioto y de allí volvió a la llanura de Kanto, el mismo lugar en donde había sido separada del cuerpo. En ese lugar fue construido un santuario para albergarla. El santuario, llamado Kubizuka que significa "tumba de la cabeza" se encuentra en el centro del corazón de Tokio, junto al Palacio Imperial y la estación de metro de Otemachi. En la actualidad esta tumba es un lugar de peregrinación y se considera que su cabeza se encuentra incorrupta. Sin embargo, en 1923, el Gran Terremoto de Kantō y los incendios consiguientes estuvieron a punto de destruir su sepulcro, el Ministerio de Finanzas cuya sede estaba situada junto a la misma, excavó en busca de su cabeza pero no encontró nada. Hay otros santuarios que aseguran tener otras partes del cuerpo y reliquias de Masakado, incluyendo; el torso, las manos, partes de los brazos, sus armaduras, etc.
Existen leyendas de apariciones del fantasma de Taira no Masakado por los alrededores del santuario y del distrito de Otemachi, incluso se asegura que dichas "apariciones" han provocado diversas calamidades a la gente del lugar, como epidemias y desastres naturales, tras considerarse que había sido deshonrada su memoria. Sin embargo también es considerado un espíritu protector, benéfico y que atrae la prosteridad si se lo venera adecuadamente, pues su supuesta tumba se encuentra en el corazón financiero de Tokio y la ciudad se ha convertido en la más poblada del mundo, así como sede mundial de las nuevas tecnologías.

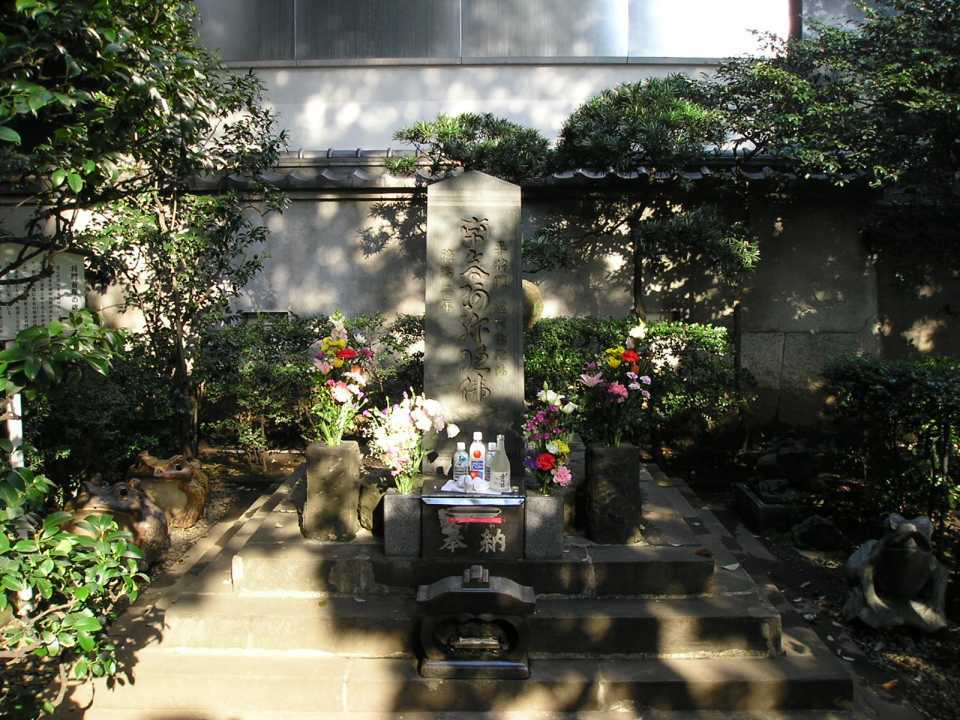
Tumba de Taira no Masakado, lugar en donde la tradición sitúa que se encuentra su cabeza, cerca al Palacio Imperial de Tokio.

A pesar de la gran veneración que existe en Japón por Masakado, en 1874, el gobierno emitió una declaración oficial condenando a Masakado como "enemigo del emperador". Su estatus de deidad en el santuario Kanda Myojin fue revocado, sin embargo la devoción a Taira no Masakado resultó ser tan popular entre la gente común, que su estatus fue devuelto simbólicamente al santuario después de la Segunda Guerra Mundial.